# Oscar Bongard
Frédéric Georges Oscar Bongard est un joueur et entraîneur de football français né à Haguenau le 10 avril 1894.
Il est le fils d'Oscar Bongard né le 7 juillet 1872 à Strasbourg.

## Carrière
Il est joueur à l'AS Strasbourg et au FC Strasbourg.
Il est convoqué plusieurs fois en équipe de France de football en 1920 mais ne dispute aucun match.
Bongard occupe le poste d'entraîneur au RC Strasbourg de juin 1928 à juin 1930.